# Гаслайт Атхем
„Гаслайт Атхем“ (на английски: The Gaslight Anthem) е рок група от Ню Брънзуик, щата Ню Джърси, САЩ.
Според техни изявления групата е повлияна от Брус Спрингстийн и пънк рок групи като Bouncing Souls. Олмюзик сравнява Гаслайт Атхем с Hot Water Music и Jawbreaker. Групата се кръсти на Гаслайт Кафе в Ню Йорк, където американецът Боб Дилън има изпълнение.

## История на групата
The Гаслайт Атхем е основана през 2005 г. Първият ѝ албум Sink or Swim е издаден през лятото на 2007 г. от независимия лейбъл XOXO Records. ЕП-то сеньор и кралицата последват през май 2008 г. В Германия и двата записа са издадени от Gunner Records. Последващият The '59 Sound е продуциран от Тед Хът, член-основател на Flogging Molly, публикуван е от SideOneDummy и достига до #70 в американската класация за албуми. Този албум включва гост вокали от Крис Уолард от Hot Water Music. През юни 2008 г. групата прави корицата на британското музикално списание Kerrang, който написа слогана The Best New Band You'll Hear In 2008! използвани. Албумът The '59 Sound беше класиран на трето място в списъка на 50-те най-добри записи за 2008 г. от списание Visions.
През 2010 г. Гаслайт Атхем участват в турнето за третия си студиен албум American Slang на Hurricane Festival, Southside Festiva, Highfield Festival и Area4, между другото. Те също правят турне в Европа през есента на 2010 г. с подкрепата на Chuck Ragan и Sharks. През 2011 г. те свириха, наред с други неща, на централната сцена на Rock am Ring и на Vainstream Rockfest в Мюнстер. На турнето си през 2012 г., за да отпразнуват издаването на комерсиално изключително успешния албум Handwritten, те бяха в Германия придружен от Blood Red Shoes и Дейв Хеймат. Петият им албум Get Hurt е издаден на 12 август 2014 г.
На 29 юли 2015 г. групата обяви чрез Фейсбук, че ще вземе пауза за неопределено време след европейското си турне през август 2015 г. и повече няма да свири заедно. Засега членовете на бандата искат да се посветят на солови проекти.
През януари 2018 г. Гаслайт Атхем обявяват, че ще свирят отново заедно за първи път на Губернаторския бал в Ню Йорк от 1 до 3 юни 2018 г. [8] За десетата годишнина на албума The 59 Sound, Гаслайт Атхем изиграват малко турне със само десет концерта, включително два изключителни концерта в Германия в Palladium в Кьолн. В интервю по повод соловия му албум Local Honey Брайън Фалън обясни през пролетта на 2020 г., че групата все още ще съществува, но че не е планирана нова музика.
На 25 март 2022 г. групата обявпва чрез социалните медии, че се работи по нов албум и новите дати на турнето ще бъдат обявени в близко бъдеще.

## Участници в групата

### Настоящи
- Брайън Фалън – водещ вокал, ритъм китари (2006 – 2015, 2018, 2022 – до сега)
- Алекс Розамилия – водещи китари, беквокал (2006 – 2015, 2018, 2022 – до сега)
- Алекс Левин – бас китари, беквокал (2006 – 2015, 2018, 2022 – до сега)
- Бени Хоровиц – ударни, перкусии (2006 – 2015, 2018, 2022 – до сега)

### По време на турне
- Иън Пъркинс – допълнителна китара, клавир, беквокал (2010 – 2015, 2018, 2022 – до сега)
- Браян Харинг – клавир, беквокал (2022 – до сега)

### Основател
- Майк Волпе – водещи китари (2006)

## Избрана дискография
- Sink or Swim (2007)
- The '59 Sound (2008)
- American Slang (2010)
- Handwritten (2012)
- Get Hurt (2014)